# Jens Breitenstein
Jens Breitenstein (* 11. März 1965) ist ein ehemaliger deutscher Basketballspieler.

## Werdegang
Breitenstein war Mitglied der Mannschaft der HSG Technische Hochschule Magdeburg, die 1988 unter Trainer Karl-Heinz Gärtner die erste DDR-Meisterschaft der Vereinsgeschichte gewann. Der Erfolg wurde 1989 wiederholt.
Er nahm mit den Magdeburgern im Spieljahr 1990/91 am Europapokalwettbewerb Korać-Cup teil. In diesem schied man in der ersten Runde gegen KK Olimpija Ljubljana aus. Breitenstein, der als Aufbauspieler eingesetzt wurde, erzielte im Hinspiel vier und im Rückspiel acht Punkte.